# 法国的大学
在法国，大学是通过教学、研究传授不同专业知识的机构。
法国的第一所大学于1200年在巴黎成立。法国大革命时期大学都被关闭，又在后来重新开放，到2018年法国共有67所大学。
大学是有着一定自主权并进行民主化管理公立机构。所有通过高中会考的人都有权利接受大学教育。一般的大学教育分为三个阶段：本科三年、硕士两年、博士三年。有些专业有着不同的设置，比如：医学类和工程类。2016年，在法国高等教育注册的二百五十五万学生中有一百五十九万在大学。
大学的教学与研究活动由教师-研究人员完成。大学的实验室经常是与法国的研究机构比如肤哦加科学研究中心或国家医学研究院有着合作的混合型研究单位。

## 历史
最早的法国大学建于中世纪。其中最早的巴黎大学建于1200年，是菲利普无辜四度国王特别为特权结成设置的。不久之后以同样的形式成立了图卢兹大学。
在后来的几个世纪中，外省也开始建立自己的大学。到了1789年，法国共有二十二所大学。
国民公会1793年9月15日颁布的法令取消了所有的大学，并设立了后来被称为大学校的机构。
拿破仑一世在1808年成立了帝国大学，它包括了法国领土上所有的教育机构。而它的核心任务：高等教育则在学院中完成：神学、法律、医学、科学和文学。这些学院独立运作，主要任务只是颁发学位。波旁复辟时期，很多学院都被关闭，而大学成为皇家大学。
1875年颁布的wallon法案（1880年修正）允许私立高等教育机构的成立，但它们被限制使用大学、bac和licence等名称。
大学于1896年重建，但和学院不同的是，它们的领域收到了限制。
1968年的五月风暴后，福尔法大面积的修改了法国大学的组织形式：原来的学院都被取消，大学也可以有所有的参与者民主管理。法律颁布后在许多大城市都有新大学的建立。
后来的savary法则增加了更多关于大学的内容。大学中开始设置职业技术教育（比如1967年建立的大学技术文凭）。从1989年开始，合同制也在大学中出现。
近几年，法国政府又对大学进行了许多改革。在2003至2006年间，大学完成了博洛尼亚进程改革。2007年的大学自由与责任法赋予了大学更多的权限。
从2006年的研究计划法开始，许多法国大学也开始了合并重组。

## “大学”的概念
根据法国法律，大学是一所公立科学、文化和专业机构，国立理工学院也被认为是一种大学。本条目涉及的即为此类机构。2018年共有67个机构属于大学，其中包括了图卢兹国立理工学院。大学这个名称也被如下的机构使用：
- 一些大学与院校共同体
- 技术大学 （EPSCP，独立于大学的学院）办法工程师文凭
- 巴黎九大和洛林大学（属于大型院校）

法国的特殊性在于大学并不是唯一的高等教育研究机构。于大学平行的也设有高等教育的学校和专门的研究机构（比如Cnrs）。这种特殊性容易造成误解，也因此2006年法国大学开始了合并重组，并在2011年开始了卓越计划。

### 任务
大学是提供高等教育服务的公共机构，法律规定其有六个任务：
1. 初始教育和继续教育
2. 科学技术研究、利用并公开科研成果以服务社会
3. 职业生涯导向、促进就业、社会晋升
4. 传播人文社会科学和工业科学技术
5. 参与建设欧洲高等教育和研究共同体
6. 国际合作

### 关于大学职能的讨论
一些经济学家认为大学的职能应该是帮助经济增长。在2004年的一份报告中，菲利普·阿吉翁和埃利·科恩提出结束高等教育和研究之间的隔阂，并提供大学进行创新的条件。最近的二十年，法国政府的政策基本上都采纳了他们的提议。
反对这些经济学家观点的学生组织和教师工会则认为大学应该是一个开放给所有人的只是场所。这些关于大学智能的观点上的冲突经常是大学示威游行的因素。
工会则认为最重要的是高等教育应完全整合到大学中、并且配合一个民主的大学治理体系、以及能够完全满足需要的财政预算。

### 国际间比较
大学的国际排名对法国的大学体系来说十分不友好。上海交大2018年的世界大学学术排名中，排名最高的法国大学是：索邦大学36、巴黎南大42、巴黎高师64。在前500中有19所法国院校。这些排名因计算诺贝尔奖获得者的权重过大受到批评（根据大学过去的研究成果排名而非现在的教学水平），也因为法国的研究团队一般都有一所大学和一个研究机构共同成立（导致分数被除以二）。

## 研究

### 法国公共研究
法国的公共研究由两类机构进行：
- 研究机构：公立科学技术机构（如国家科学研究中心及国家卫生与医学研究院）以及一些公立工商业机构（如原子能和替代能源委员会和国家航天研究办公室）；
- 高等教育研究机构：公立科学、文化和专业机构以及高等教育部属下的公立行政机构。

Fichier:Hôtel-Pinet-Poitiers.jpg （页面存档备份，存于）普瓦捷大学

## 组织和运作

### 治理
法国的大学根据教育法拥有管理自主权。学校内部根据1968年、1984年、2007年和2013年的法律民主运作。更准确的说大学的管理由法国教育法L712-1条款管辖。

#### 校长
大学校长由董事会选出，需获得绝对多数的选票，任期四年，可连任一届。大学校长没有国籍的要求。校长代表着大学，领导董事会并管理大学；校长主要拥有行政权。学校有校长办公室处理校长的一般工作。
在法国全国的层面，所有大学校长都参加法国大学校长论坛。

#### 管理委员会

##### 董事会
大学董事会有权力决定学校的政策。董事会可以通过机构合同，通过预算，批准校长签署的协议，批准学校内部规定，商议房产交易。一般包括二十四到三十六名董事：
- 8到16名教师研究人员代表
- 8名外部人员（是否拥有法国国籍均可）
- 4或6名学生代表
- 4或6名工程师、行政管理人员、技术人员和图书管理员代表。

大学区的学区长需出席董事会会议，并会收到会议纪要与校长的决定。如果董事会的运作出现严重的运作问题不能行使职权，高等教育部长可以动用一切手段解决问题，比如解散董事会。

##### 学术委员会
学术委员会的成员包括了研究委员会和教学与大学生活委员会的成员。学术委员会主席可以是学校校长，学生副主席根据每个学校的规定从学生中选出。学术委员会的主席也可以是校董事会主席。

### 校园
大学的校园和学校建筑的所有权均归国家所有。现在的很多大学设施都很破旧；四分之一的大学设施都不符合防火标准。大学的现代化改造计划一般都以此为目标。
从大学自由责任法颁布开始，法国政府可以把学校建筑的所有权转给提出申请的使用机构。2011年，四所大学（克莱蒙一大、普瓦捷大学、图卢兹一大、科西嘉大学）提出了申请。

## 教学
所有领域的教育都可以在大学中找到。教学任务主要有教师-研究人员完成。大学有着教学自主权：它们可以提供被高等教育部认可他们自己的文凭方案，并需要定期接受检查。学校的认可法律授予了学校办法国家文凭的资格。
这些文凭包括了初始教育和继续教育。
从2003年期，一般的大学教育以如下三种文凭为基础：
- 本科文凭，三年大学学习后的综合文凭
- 硕士文凭，五年大学学习后获得
- 博士文凭，完成研究论文后颁发，一般需要八年的大学学习

此外，大学还提供以下其他种类的教育：
- 大学技术学士文凭：在大学技术学院学习后获得的文凭
- 职业本科文凭
- 教学硕士文凭
- 工程师文凭
- 医学教育（第一年为公共课程、从第二年开始分为医学、药学、口腔医学和妇产科学）
- 入学考试预备课程（教师、公务员、工程师学校）
- 小学和中学教师的初始教育和继续教育
- 大学入学文凭和法律学习资格证书
- 领导研究资格证书（一种资格认证，并非完成学业的文凭）

大学或大学内毕业证 （页面存档备份，存于） 或文凭 （页面存档备份，存于）是没有办法国家文凭资格的机构颁发的特殊文凭。大学或大学内文凭也包含各种专业，一般选择此类文凭的目的是在就职后作为继续教育或者补充教育（如医生等医学职业）。
在法国，很多后高中教育（艺术、管理、农学、建筑、军事、商科、土木工程、工业、公证师、兽医等）和后大学教育（管理、档案管理、法官、公证师）都在大学外的学校或高中中进行。

## 大学的使用者
大学的使用者包括了学生和在大学进行继续教育的职业人员。
2016年1月15日，法国共有1593200名学生在大学注册，法国的高等教育学生总人数则为2551100名。
|                                | 本科    | 硕士研究生 | 博士研究生 | 总计      |
| 法律、政治                     | 124,610 | 78,058     | 7,226      | 209,894   |
| 经济、经济管理和社会管理       | 167,339 | 68,933     | 3,305      | 239,577   |
| 艺术、文学、语言、人文社会科学 | 321,957 | 165,469    | 19,689     | 570,415   |
| 科学                           | 233,852 | 98,090     | 27,303     | 359,245   |
| 体育                           | 45,170  | 7,820      | 545        | 53,535    |
| 医学                           | 74,066  | 148,163    | 1,301      | 223,530   |
| 总数                           | 966,994 | 566,533    | 59,669     | 1,593,196 |

在大学注册的女性占比为58 %，高于在所有高等教育机构中注册的女性比例（55 %）。来自干部或高级知识分子家庭的大学生占比30 % ，高于来自干部或高级知识分子家庭的18-23岁的法国青年比例，但低于来自干部或高级知识分子家庭的高商和工程师学校学生比例。

### 学生生活

#### 体育运动
2006年，法国有五分之一的学生在大学参加体育运动，有些专业的毕业要求包括了一定的体育成绩。大学生可以参加法国大学生运动联盟的比赛。大学体育服务有660名持证教师指导学生运动。学校也会招聘兼职教师进行教学。

#### 学生组织
大学中有着多种学生组织，最主要的有：
- 学生会
- 每个专业的学生组织
- 有特定领域的组织（如人道、环境、疾病预防、体育、文化等）
- 青年政治组织